# حقوق مالکیت (اقتصاد)
حقوق مالکیت (به انگلیسی Property rights) برساخته‌هایی نظری در علم اقتصاد برای تعیین چگونگی مورد استفاده قرار گرفتن و مالکیت یک منبع در هستند. منابع می‌توانند در مالکیت افراد، انجمن‌ها یا دولت باشند. حقوق مالکیت را می‌توان از ویژگی‌ها یک کالای اقتصادی دانست. این ویژگی چهار مؤلفهٔ گسترده دارد و اغلب از آن به بسته‌ای از حقوق یاد می‌شود.
- حق استفاده از کالا
- حق کسب درآمد از کالا
- حق انتقال کالا به دیگران
- حق اعمال حقوق مالکیت

در علم اقتصاد، مالکیت معمولاً به مالک بودن و کنترل بر یک منبع یا کالا اشاره دارد.

## وابسته
- مالکیت اشتراکی
- نظام اقتصادی
- نظریه حقوقی حقوق مالکیت
- دسترسی آزاد
- مالکیت خصوصی